# Red Rooster
Red Rooster es uno de los más grandes cadenas de restaurantes de comida rápida de Australia. Red Rooster se especializa en la venta de pollo asado y otros productos afines.

## Historia
La familia Kailis abrió la primera tienda en la calle Red Rooster, ciudad de Perth, Australia Occidental en 6 de mayo de 1972. Myer compró la empresa en julio de 1981. En 1992, también compró la Red Rooster Rooster Big, con lo cual la cadena empieza a expandirse hacia los estados orientales. Estas tiendas se volvieron a la misma marca de Red Rooster. En mayo de 2002, después de varios años de ser propiedad de Grupo Coles (anteriormente conocido como Coles Myer), Red Rooster fue comprado por la compañía de Australia Occidental, Fast Foods Australia Pty Limited, que era propietario de los competidores Chicken Treat, cadena de comida rápida. Actualmente hay más de 360 tiendas en la Red Rooster Australia representada en todos los estados y territorios de Australia, con excepción de Tasmania. 
En abril de 2007, Red Rooster Tratar de pollo y se vendieron por Australia Fast Foods por $ 180 millones de AUD a un consorcio formado por la gestión y el brazo derecho del capital de riesgo de Westpac conocido como Quadrant Capital.

## Menú
Hasta finales del decenio de 1990 eran sólo las tiendas abiertas hasta la hora del almuerzo cerca de las 9pm. Desde entonces, se han ampliado las horas comerciales y empezó a preparar un menú de desayuno en respuesta a los McDonald's breakfast. También han comenzado a vender productos de bajo contenido de grasa y bajo de sal en respuesta a la demanda de los consumidores más 'sanos'. 
Red Rooster es generalmente de pollo servido como miembro de pleno derecho parte de pollo, o bien 1 / 2 o 1 / 4 pollo, en lugar de las piezas individuales. Patatas fritas suelen ser servido con el 1 / 4 y 1 / 2 pollos como una comida Classic, Red Rooster sirve chips fritas en lugar de en un condimento especial. 
En 2007, Red Rooster introdujo una nueva línea de productos de pescado y los trozos de pescado y de productos relacionados, el más reciente de las cuales están los calamares y los langostinos. 
Además de su pollo y mariscos Red Rooster también sirve de pollo asado (anteriormente estilo portugués cortes de pollo, que en la actualidad sirve de ajo pimienta divide (pinchos de pollo) y el chile ahumado ofertas (llanura tiras de pollo en salsa), que son la parrilla y, a continuación, bien comido. Por su cuenta, con los chips, ensalada, en una baguette o una recapitulación), así como envolturas (ya sea de pollo asado con ensalada de mezcla (lechuga y zanahoria), cebolla, tomate y crema agria con un esmalte, esto también está disponible en una baguette, Un Flayva es un leve picante tiras de pollo con salsa de verano, queso, lechuga y tomate) baguette (a BLT (tocino lechuga tomate, con pollo asado) o una sub banda, que suave salsa picante tiras de verano y lechuga) o hamburguesas, Estos pueden ser un filete de hamburguesa que tiene un filete, lechuga, tomate y queso con mayonesa, una hamburguesa con tocino, que omite la mayonesa y tomate para salsa barbacoa y tocino o una hamburguesa con queso, que tiene un menor patri, la salsa de tomate y queso. 
Para los niños, en el Red Rooster ofrece comida consiste en 3 pepitas (ya sea de tipo), un drumstick de pollo, un trozo de pescado o una hamburguesa con queso, en relación con un pequeño chips, un pop-top o beber grandes M y un juguete en una caja de la novedad. 
Las variedades de refrescos, como Coca Cola son las marcas (por ejemplo, Coca Cola, Sprite, etc), la Bomba de Agua (otra marca Coke) o Mount Franklin agua, así como pop-top (cordial tipo de bebidas) o Big Sra (bebidas de leche con sabor). Muchas tiendas también tienen una máquina de café, aunque el café es una mezcla de café instantáneo y frother leche debido a la falta de financiación de capital.

## Marketing
A través de los años ha utilizado Red Rooster diversas consignas y campañas, pero principalmente se centran en el nombre de "Red Rooster" o por lo menos la palabra "rojo". Un popular jingle de los 80 y principios de los 90 utilizó las palabras "¿Rojo Rojo, Red Rooster Listo". 
Actualmente se está utilizando el "tiene que ser... (insertar palabra)" tipo campaña y eslogan. 
Citado de Red Rooster sitio web - "Es todo acerca de la forma roja es la mejor opción. Ya sea que elijas la que más rápido parachoques de automóviles, la más espectacular puesta de sol o el mejor vestido para sobresaliendo, que tiene que ser de color rojo. Y, Si desea que el mejor sabor pollo asado,… así que tiene que ser de color rojo. Red Rooster " 
Red Rooster se le conoce como "Rooter Roja", una lengua vernácula de Australia. 
Las recientes promociones y productos: Red gallo actualmente lo utiliza tiene que ser de color rojo y su gotta ser sabrosa en su propaganda. La inclusión de estos que han puesto están ofreciendo nuevos productos a su gama (tal vez a juicio si son populares). Estos últimos incluyen las promociones como el Satay Flayva o sub tira, y en la actualidad la gran cosa y además de los peces y su nueva gama de chips de la parrilla del horno de gambas y calamares frescos salpicada.

## Posición
Según el sitio web de la empresa, la cadena emplea a más de 5000 personal y cuenta con más de 360 tiendas en Australia. 
La mayoría de tiendas que son propiedad de la empresa 3 niveles de empleo. (Un gran número de tiendas de la compañía son propiedad de los puntos de venta) 
Store Manager - un desistir trabajador que ha sido o bien un Cajero Cocina lado, entonces assistnat Manager. Corren la tienda y son responsables de garantizar que el nivel de existencias, las finanzas, la formación del personal y la limpieza de listas y se mantiene a todos los niveles de gallo rojo y occoupational la salud y la seguridad. Asimismo, las operaciones de control en el empleo y la contratación. 
Asistente de Gerente - un trabajador con un buen historial de empleo con gallo rojo, que ha trabajado como cajero o la cocina, aunque a veces las personas son contratados de fuera de la empresa con experiencia previa y la educación en un cargo directivo. Auxiliar mangers ayudar a la tienda pesebre en la gestión de la tienda a través del control de la mayoría de los "cambios" y el cotejo de la información para el gerente de una tienda a hacer con decions. 
Cocina mano / Cajero: Este oportunidades en el empleo implica la manipulación de los clientes y las operaciones de manipulación de alimentos. Un cajero o la cocina mano entra en la compañía con un acuerdo colectivo Red Rooster (presentada junto con los sindicatos). El empleo de cada persona es vital para el Red Rooster alimentos de organización y de gestión. Cajeros manejar dinero, salsas, bebidas y rellenar las acciones con frecuencia, así como el control de la limpieza en toda la tienda (dentro y fuera). 
Las oportunidades de empleo comienzan con una duración de 3 meses el período de prueba sin ningún compromiso de que la empresa va a aceptar o no usted como empleado. La mayoría de los empleados tienen que representar una positiva y actitud puede hacer para que se mantenga.